# Chantal (film, 2007)
Pour les articles homonymes, voir Chantal.
Pour plus de détails, voir Fiche technique et Distribution.
Chantal est un film américain réalisé par Tony Marsiglia et sorti en 2007.
Tony Marsiglia joue lui-même dans son film.

## Synopsis
Une jeune fille (Misty Mundae) se rend à Hollywood dans l'espoir d'y faire carrière.

## Fiche technique
- Titre : Chantal
- Réalisateur : Tony Marsiglia
- Scénario : Tony Marsiglia
- Genre : Drame
- Format : Couleurs
- Durée : 96 minutes
- Pays de production :  États-Unis
- Date de sortie :
  - États-Unis : 13 novembre 2007

## Distribution
- Misty Mundae : Chantal
- Julian Wells : Tracy
- Andrea Davis : Lisa
- Darian Caine : Victoria
- Julie Strain : un mannequin
- Lizzy Strain : un mannequin
- Shelly Jones : un photographe